# Baulatura
La baulatura, in agricoltura, è un profilo convesso che si realizza sulla superficie del terreno, con pendenze dell'ordine del 1-2 per mille. Nella tecnica agronomica è un necessario complemento di tutte le sistemazioni superficiali che prevedono la regimazione delle acque in eccesso, senza il ricorso al drenaggio, dei terreni a giacitura orizzontale.
Scopo della baulatura è quello di prevenire la formazione di ristagni superficiali e l'invaso di eccessivi quantitativi d'acqua favorendone il deflusso superficiale verso fossi di raccolta (scoline). Le pendenze adottate, nella generalità delle sistemazioni, sono modeste, dell'ordine di pochi punti per mille, sufficienti ad impedire il ristagno superficiale in terreni a tessitura fine a bassa permeabilità. 
Nella geometria di una baulatura, la linea di colmo congiunge i punti di massima quota dell'appezzamento, mentre la freccia di baulatura è la pendenza della retta immaginaria che si estende dalla linea di colmo al bordo di una scolina.
Nella maggior parte delle sistemazioni superficiali adottate nella tradizione agricola in Italia, la linea di colmo coincide con la mezzeria che taglia longitudinalmente e simmetricamente l'appezzamento, perciò la baulatura si presenta con un profilo trasversale convesso. Fa eccezione la sistemazione a cavino, adottata in passato nelle campagne venete, nella quale si realizzava una baulatura con linea di colmo trasversale e una forte freccia di baulatura in senso longitudinale, con dislivelli dell'ordine di un metro. Una baulatura più complessa si realizzava nella sistemazione a cavalletto, in uso in alcuni comprensori dell'Emilia, che prevedeva una baulatura principale con freccia di baulatura trasversale e una secondaria, di modesta entità, con freccia di baulatura longitudinale in prossimità delle testate.

La baulatura è una tecnica molto utile anche nel caso di piccoli appezzamenti, dedicati alla produzione delle orticole. 
La baulatura si realizza con ripetute arature a colmare. Nel corso degli anni, il ribaltamento del terreno verso la linea di mezzeria determina la formazione di un profilo convesso con pendenze verso i lati dell'appezzamento. Quando si raggiungono le pendenze desiderate, la baulatura viene conservata alternando di anno in anno l'aratura a colmare con quella a scolmare.